# Циншань (Ухань)
Цинша́нь (кит. упр. 青山, пиньинь Qīngshān) — район городского подчинения города субпровинциального значения Ухань провинции Хубэй (КНР).

## История
Исторически эти места входили в состав уезда Цзянся (江夏县). После Синьхайской революции уезд Цзянся был в 1912 году переименован в уезд Учан (武昌县).
В феврале 1950 года здесь был образован район № 9 уезда Учан. В декабре 1951 года он был передан в состав города Ухань, однако в июне 1952 года вновь возвращён в состав уезда Учан.
В феврале 1955 года 21 единица волостного уровня была передана из состава района № 9 уезда Учан в подчинение властям Уханя, где из них, а также 3 волостей района Наньху и 1 волости района Дунху был образован район Циншань.

## Административное деление
Район делится на 10 уличных комитетов.